# Industrie automobile au Japon

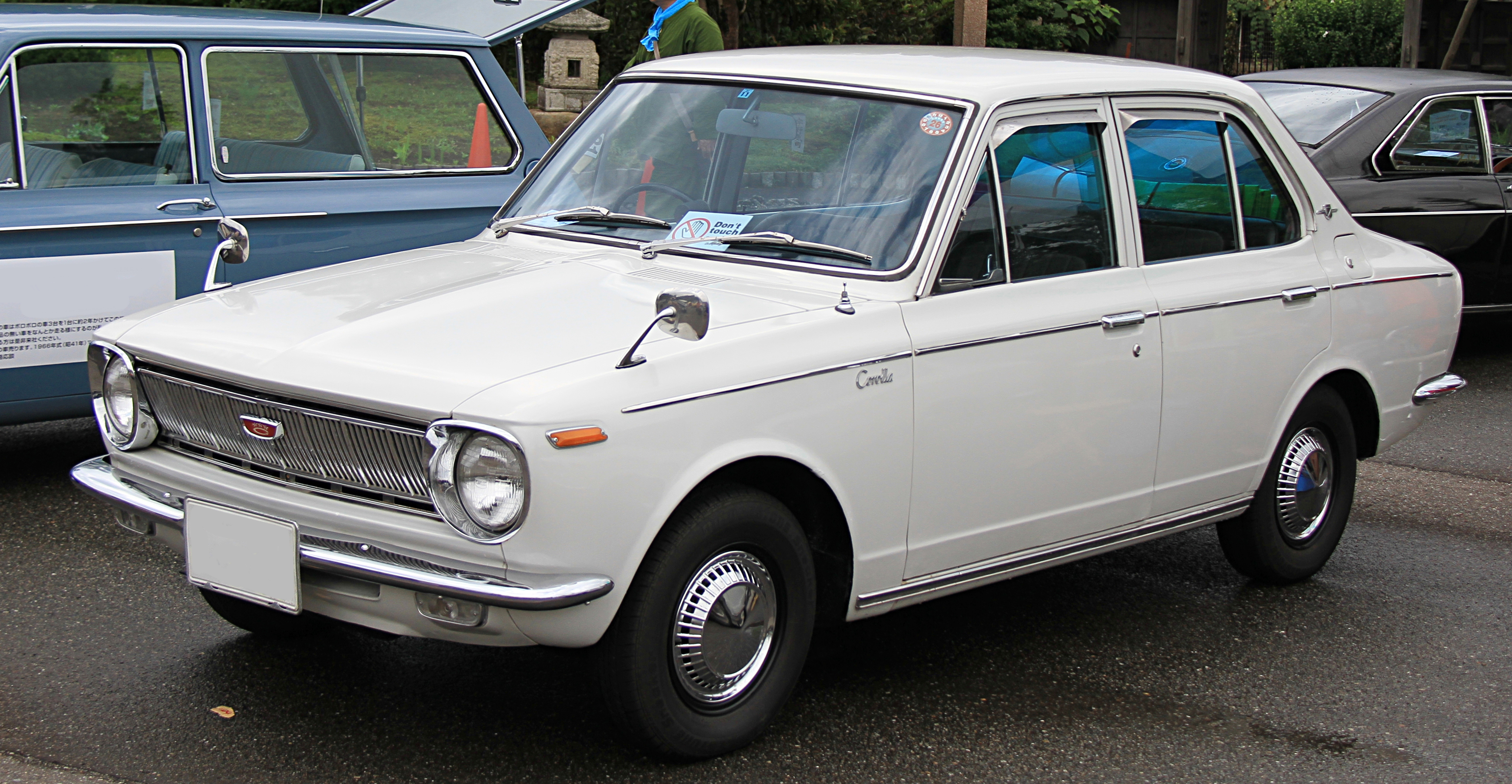
La première génération de Toyota Corolla (1966), l'un des modèles les plus vendus. En 2018, la Toyota Corolla en était à sa 12e génération.

L'industrie automobile au Japon est l'une des industries les plus importantes au monde. Le Japon est dans les trois pays où le plus de voitures sont fabriquées depuis les années 1960, dépassant l'Allemagne.
L'industrie automobile au Japon a rapidement augmenté des années 1970 aux années 1990 lorsqu'elle était orientée à la fois pour un usage domestique et pour l'exportation mondiale et dans les années 1980 et 1990 où elle a dépassé les États-Unis en tant que leader de la production mondiale avec jusqu'à 13 millions de voitures par an fabriquées.
Après la montée en puissance massive de la Chine dans les années 2000 et la fluctuation de la production américaine, le Japon est en 2012 le troisième plus grand producteur automobile au monde avec une production annuelle de 9,9 millions d'automobiles. Les conséquences du séisme de 2011 de la côte Pacifique du Tōhoku sur l'industrie automobile a fait chuter de façon notable la production a cette période. En date de 2022, elle produit 7 835 519 automobiles, toujours au troisième rang derrière les États-Unis et devant l'Inde.
Les constructeurs automobiles japonais comprennent les marques notables Toyota (1er rang mondial par nombre de véhicules vendus et 2e rang mondial par chiffre d'affaires en 2021), Honda (8e rang mondial par nombres de véhicules et par chiffre d'affaires en 2021), Daihatsu, Nissan (9e rang mondial par nombre de véhicules vendus et 12e rang mondial par chiffre d'affaires en 2021), Suzuki (13e rang mondial par nombre de véhicules vendus), Mazda, Mitsubishi, Subaru, Isuzu, Kawasaki, Yamaha ou encore Mitsuoka.

## Production par constructeurs
Voici les volumes de production de véhicules pour les constructeurs automobiles japonais, selon le Japan Automobile Manufacturers Association (en) (JAMA).
| Fabricants        | 2007      | 2008      | 2009      | 2010      | 2011      | 2012      | 2022      |
| ----------------- | --------- | --------- | --------- | --------- | --------- | --------- | --------- |
| Toyota            | 3 849 353 | 3 631 146 | 2 543 715 | 2 993 714 | 2 473 546 | 3 170 000 | 2 656 009 |
| Suzuki            | 1 061 767 | 1 059 456 | 758 057   | 915 391   | 811 689   | 896 781   | 919 891   |
| Daihatsu          | 648 289   | 641 322   | 551 275   | 534 586   | 479 956   | 633 887   | 869 161   |
| Mazda             | 952 290   | 1 038 725 | 693 598   | 893 323   | 798 060   | 830 294   | 734 833   |
| Honda             | 1 288 577 | 1 230 621 | 812 298   | 941 558   | 687 948   | 996 832   | 643 973   |
| Subaru            | 403 428   | 460 515   | 357 276   | 437 443   | 366 518   | 551 812   | 562 601   |
| Nissan            | 982 870   | 1 095 661 | 780 495   | 1 008 160 | 1 004 666 | 1 035 726 | 559 314   |
| Mitsubishi Motors | 758 038   | 770 667   | 365 447   | 586 187   | 536 142   | 448 598   | 440 762   |
| Autres            | 25        | 30        | 0         | 0         | 0         | 0         | -         |
| Total             | 9 944 637 | 9 928 143 | 6 862 161 | 8 310 362 | 7 158 525 | 8 554 219 | 7 386 544 |

| Fabricants        | 2007      | 2008      | 2009    |
| ----------------- | --------- | --------- | ------- |
| Toyota            | 291 008   | 271 544   | 178 954 |
| Suzuki            | 156 530   | 158 779   | 150 245 |
| Daihatsu          | 138 312   | 151 935   | 132 980 |
| Isuzu             | 236 619   | 250 692   | 118 033 |
| Nissan            | 188 788   | 189 005   | 109 601 |
| Mitsubishi Motors | 88 045    | 83 276    | 61 083  |
| Hino Motors       | 101 909   | 101 037   | 62 197  |
| Subaru            | 72 422    | 64 401    | 51 123  |
| Mitsubishi Fuso   | 131 055   | 115 573   | 49 485  |
| Honda             | 43,268    | 33,760    | 28,626  |
| Mazda             | 43 221    | 39 965    | 23 577  |
| UD Trucks         | 44 398    | 45 983    | 18 652  |
| Autres            | 2 445     | 2 449     | 545     |
| Total             | 1 538 020 | 1 508 399 | 985 101 |

| Fabricants      | 2007    | 2008    | 2009   |
| --------------- | ------- | ------- | ------ |
| Toyota          | 85 776  | 109 698 | 69 605 |
| Mitsubishi Fuso | 10 225  | 10 611  | 4 982  |
| Nissan          | 7 422   | 8 416   | 4 479  |
| Hino Motors     | 4 984   | 5 179   | 4 473  |
| Isuzu           | 3 668   | 3 221   | 2 077  |
| UD Trucks       | 1 595   | 1 977   | 1 179  |
| Total           | 113 670 | 139 102 | 86 795 |